# Liste der Biografien/Meyer, M
Liste der Biografien |
Portal Biografien |
M Personensuche
# |
A |
B |
C |
D |
E |
F |
G |
H |
I |
J |
K |
L |
M |
N |
O |
P |
Q |
R |
S |
T |
U |
V |
W |
X |
Y |
Z |
?
 
Ma |
Mb |
Mc |
Md |
Me |
Mf |
Mg |
Mh |
Mi |
Mj |
Mk |
Ml |
Mm |
Mn |
Mo |
Mp |
Mq |
Mr |
Ms |
Mt |
Mu |
Mv |
Mw |
Mx |
My |
Mz
 
Mea–Mee |
Mef |
Meg |
Meh |
Mei |
Mej |
Mek |
Mel |
Mem |
Men |
Meo |
Mep |
Mer |
Mes |
Met |
Meu |
Mev |
Mew |
Mex |
Mey |
Mez
 
Meyb |
Meyd |
Meye |
Meyf |
Meyg |
Meyh |
Meyi |
Meyj |
Meyk |
Meyl |
Meyn |
Meyo |
Meyp |
Meyr |
Meys |
Meyt |
Meyz
 
Meyen |
Meyer
 
Meyer, A |
Meyer, B |
Meyer, C |
Meyer, D |
Meyer, E |
Meyer, F |
Meyer, G |
Meyer, H |
Meyer, I |
Meyer, J |
Meyer, K |
Meyer, L |
Meyer, M |
Meyer, N |
Meyer, O |
Meyer, P |
Meyer, R |
Meyer, S |
Meyer, T |
Meyer, U |
Meyer, V |
Meyer, W |
Meyer, Y |
Meyer, Z |
Meyerb |
Meyerd |
Meyere |
Meyerf |
Meyerh |
Meyeri |
Meyerl |
Meyerm |
Meyern |
Meyero |
Meyerr |
Meyers
Die Liste der Biografien führt alle Personen auf, die in der deutschsprachigen Wikipedia einen Artikel haben. Dieses ist eine Teilliste mit 44 Einträgen von Personen, deren Namen mit den Buchstaben „Meyer, M“ beginnt.

## Meyer, M

### Meyer, Ma
- Meyer, Magdalena K. P. Smith (1931–2004), südafrikanische Acarologin
- Meyer, Maik (* 1970), deutscher Astronom
- Meyer, Mandy (* 1960), Schweizer Rockgitarrist
- Meyer, Marany (* 1984), neuseeländisch-südafrikanische Schachspielerin
- Meyer, Marcelle (1897–1958), französische klassische Pianistin
- Meyer, Margareta (1938–2002), österreichische Politikerin (SPÖ), Steirische Landtagsabgeordnete
- Meyer, Maria (1802–1865), Muse von Eduard Mörike
- Meyer, Maria-Katharina (* 1941), deutsche Juristin und Hochschullehrerin
- Meyer, Marie (1840–1908), deutsche Schauspielerin
- Meyer, Marie (1897–1969), US-amerikanische Linguistin und Spionin
- Meyer, Mario (* 1979), österreichischer Inlineskater Hockeyspieler
- Meyer, Marion (* 1954), deutsche Klassische Archäologin
- Meyer, Marissa (* 1984), US-amerikanische Autorin
- Meyer, Markus (* 1971), deutscher Schauspieler
- Meyer, Markus Heinrich (1934–2015), Schweizer Rechtsanwalt und Politiker (FDP)
- Meyer, Martin (* 1951), Schweizer Journalist
- Meyer, Martin (* 1972), liechtensteinischer Politiker und Regierungsrat
- Meyer, Marvin Wayne (1948–2012), US-amerikanischer Koptologe
- Meyer, Marx († 1536), deutscher Ankerschmied und Feldherr
- Meyer, Mary Pinchot (1920–1964), US-amerikanische Malerin und mehrere Jahre die Geliebte von John F. Kennedy
- Meyer, Mattea (* 1987), Schweizer Geographin und Politikerin der SozialdemokratenMattea Meyer (* 1987)

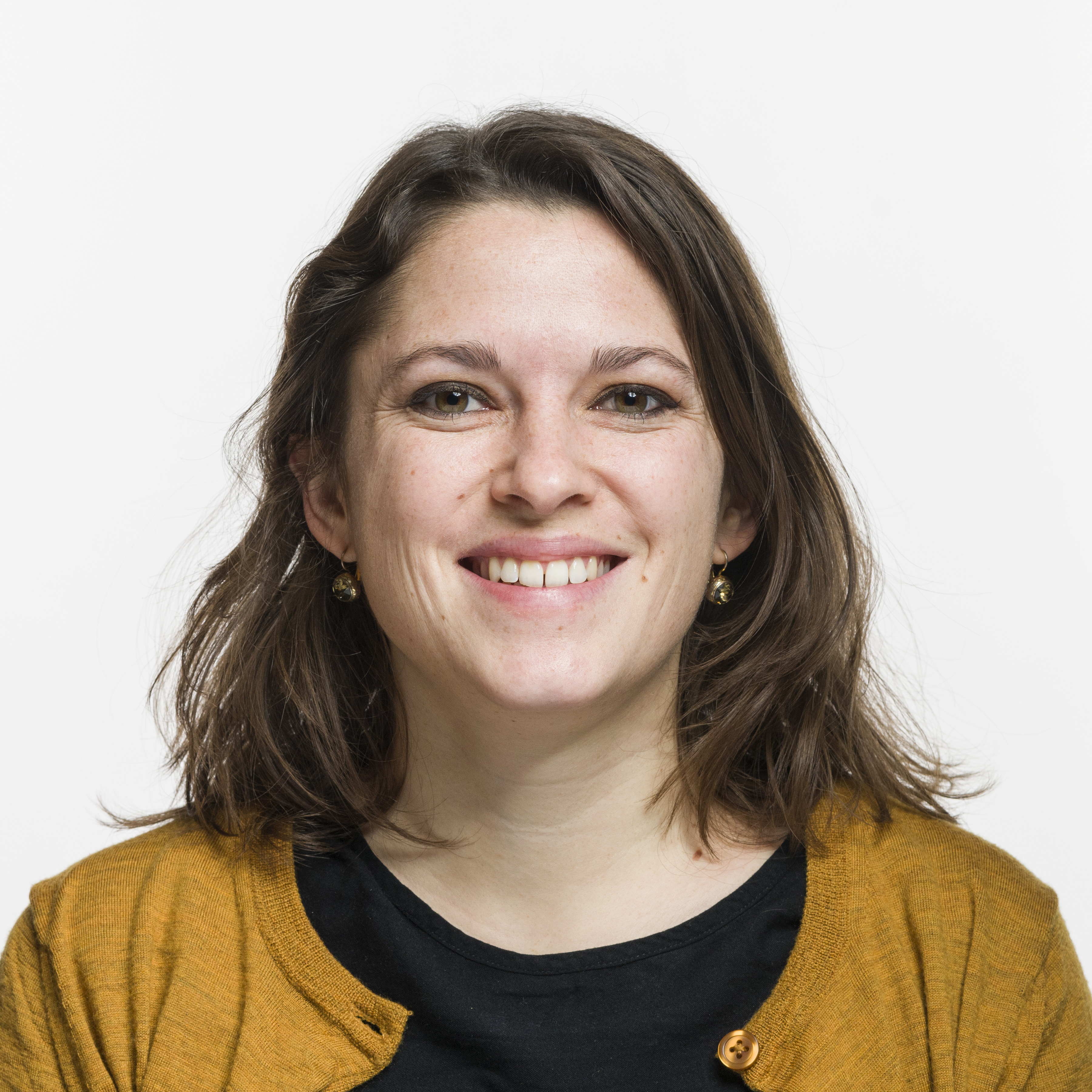
Mattea Meyer (* 1987)

- Meyer, Matthias (* 1952), deutscher Diplomat
- Meyer, Matthias (* 1959), deutscher Literaturwissenschaftler und Hochschullehrer
- Meyer, Matthias (* 1969), deutscher Maler
- Meyer, Matthias Johann († 1737), deutscher Maler des Barock
- Meyer, Matthias L. G., deutscher Linguist und Hochschullehrer
- Meyer, Max (1890–1954), deutscher HNO-Arzt und Hochschullehrer
- Meyer, Max (* 1995), deutscher FußballspielerMax Meyer (* 1995)

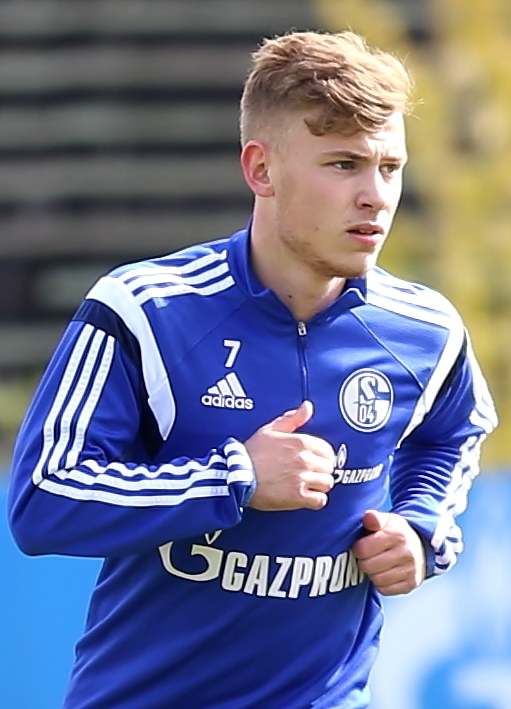
Max Meyer (* 1995)

- Meyer, Max (* 2006), deutscher Fußballspieler
- Meyer, Max Wilhelm (1853–1910), deutscher Astronom, Naturforscher und Schriftsteller

### Meyer, Me
- Meyer, Meinert (1941–2018), deutscher Pädagoge, Professor für Schulpädagogik

### Meyer, Mi
- Meyer, Mia Maariel (* 1981), deutsche Filmregisseurin und Filmeditorin
- Meyer, Michael (1940–2022), US-amerikanischer Historiker
- Meyer, Michael (* 1951), deutscher Fußballspieler
- Meyer, Michael (* 1958), deutscher Anglist
- Meyer, Michael (* 1959), deutscher Prähistoriker
- Meyer, Michael (* 1988), deutscher Futsal- und Fußballspieler
- Meyer, Michael A. (* 1937), US-amerikanischer Historiker
- Meyer, Michel (1950–2022), belgischer Philosoph und Hochschullehrer
- Meyer, Michel (* 1956), deutscher Maler
- Meyer, Miriam (* 1974), deutsche Opernsängerin (Sopran)

### Meyer, Mo
- Meyer, Monika (* 1972), deutsche Fußballspielerin
- Meyer, Moritz (1821–1893), deutscher Arzt und Elektrotherapeut
- Meyer, Morten Andreas (* 1959), norwegischer konservativer Politiker der Høyrepartei